# Ріверсайд (Огайо)
Ріверсайд (англ. Riverside) — місто (англ. city) в США, в окрузі Монтгомері штату Огайо. Населення — 24 474 особи (2020).

## Географія
Ріверсайд розташований за координатами 39°46′57″ пн. ш. 84°7′28″ зх. д. / 39.78250° пн. ш. 84.12444° зх. д. (39.782613, -84.124345).  За даними Бюро перепису населення США в 2010 році місто мало площу 25,28 км², з яких 25,17 км² — суходіл та 0,11 км² — водойми.

## Демографія
Згідно з переписом 2010 року, у місті мешкала 25 201 особа в 10 284 домогосподарствах у складі 6696 родин. Густота населення становила 997 осіб/км².  Було 11304 помешкання (447/км²).
Расовий склад населення:
| - 87,2 % — білих - 6,6 % — чорних або афроамериканців - 1,9 % — азіатів - 0,3 % — корінних американців - 1,1 % — осіб інших рас |

До двох чи більше рас належало 2,8 %. Частка іспаномовних становила 3,3 % від усіх жителів.
За віковим діапазоном населення розподілялося таким чином: 24,7 % — особи молодші 18 років, 61,5 % — особи у віці 18—64 років, 13,8 % — особи у віці 65 років та старші. Медіана віку мешканця становила 34,8 року. На 100 осіб жіночої статі у місті припадало 94,2 чоловіків;  на 100 жінок у віці від 18 років та старших — 91,8 чоловіків також старших 18 років.
Середній дохід на одне домашнє господарство  становив 53 919 доларів США (медіана — 42 930), а середній дохід на одну сім'ю — 60 469 доларів (медіана — 47 319). Медіана доходів становила 37 070 доларів для чоловіків та 31 909 доларів для жінок. За межею бідності перебувало 14,4 % осіб, у тому числі 21,9 % дітей у віці до 18 років та 7,4 % осіб у віці 65 років та старших.
Цивільне працевлаштоване населення становило 10 830 осіб. Основні галузі зайнятості: освіта, охорона здоров'я та соціальна допомога — 19,7 %, виробництво — 14,7 %, роздрібна торгівля — 13,5 %.